# گاربرویل (کالیفرنیا)
گاربرویل (به انگلیسی: Garberville) یک منطقهٔ مسکونی در ایالات متحده آمریکا است که در شهرستان هامبولت، کالیفرنیا واقع شده‌است. گاربرویل ۷٫۱۵۴ کیلومتر مربع مساحت و ۹۱۳ نفر جمعیت دارد و ۱۶۳ متر بالاتر از سطح دریا واقع شده‌است.